# Listă de filme de comedie din anii 1990
Aceasta este o listă de filme de comedie din anii 1990.

## Filme americane

### Anii 1990

#### 1990
- The Adventures of Ford Fairlane
- Air America
- Back to the Future Part III
- The Bonfire of the Vanities
- Edward Scissorhands
- Ernest Goes to Jail
- Flashback
- The Freshman
- Girlfriend from Hell
- Gremlins 2: The New Batch
- Home Alone
- House Party
- I Love You to Death
- Joe Versus the Volcano
- Kindergarten Cop
- A Man Called Sarge
- Men at Work
- Movie... In Your Face
- Ninja Academy
- Postcards from the Edge
- Pretty Woman
- Problem Child
- Pump Up the Volume
- Repossessed
- Quick Change
- Uranus
- Where the Heart Is
- Why Me?

#### 1991
- Another You
- Bill and Ted's Bogus Journey
- Career Opportunities
- City Slickers
- Defending Your Life
- Delirious
- Doc Hollywood
- Don't Tell Mom the Babysitter's Dead
- Drop Dead Fred
- Dutch
- Fast Getaway
- Father of the Bride
- Frankie and Johnny
- Hot Shots!
- House Party 2
- King Ralph
- Life Stinks
- The Naked Gun 2½: The Smell of Fear
- Necessary Roughness
- Oscar
- Problem Child 2
- Rover Dangerfield
- Sgt. Kabukiman N.Y.P.D.
- Soapdish
- Strictly Business
- Talkin' Dirty After Dark
- What About Bob?

#### 1992
- 3 Ninjas
- Beethoven
- Boomerang
- Boris and Natasha: The Movie
- Brain Donors
- Class Act
- The Cutting Edge
- Death Becomes Her
- The Double 0 Kid
- Dr. Giggles
- Encino Man
- Falling Down
- Hero
- Home Alone 2: Lost in New York
- Honey, I Blew Up the Kid
- Honeymoon in Vegas
- HouseSitter
- Inside Monkey Zetterland
- Love Potion No. 9
- Kuffs
- A League of Their Own
- Mo' Money
- My Cousin Vinny
- Noises Off...
- Revenge of the Nerds III: The Next Generation
- Shakes the Clown
- Sister Act
- Stop! Or My Mom Will Shoot!
- Toys
- Wayne's World
- The Mighty Ducks
- Vânzătorul de iluzii

#### 1994
- Ace Ventura: Pet Detective
- Airheads
- Angels in the Outfield
- Baby's Day Out
- Beverly Hills Cop III
- Blank Check
- Cabin Boy
- Camp Nowhere
- City Slickers II: The Legend of Curly's Gold
- Clerks
- The Cowboy Way
- D2: The Mighty Ducks
- Dumb & Dumber
- Ed Wood
- Fast Getaway II
- Fear of a Black Hat
- Getting Even with Dad
- Guarding Tess
- The Inkwell
- It Could Happen to You
- Jimmy Hollywood
- Junior
- Little Giants
- The Little Rascals
- A Low Down Dirty Shame
- Major League II
- The Mask
- Maverick
- Mixed Nuts
- My Summer Story
- Naked Gun 33⅓: The Final Insult
- National Lampoon's Last Resort
- PCU
- Police Academy: Mission to Moscow
- Reality Bites
- The Ref
- Revenge of the Nerds IV: Nerds in Love
- Ri¢hie Ri¢h
- The Santa Clause
- A Simple Twist of Fate
- The Stoned Age
- Threesome
- True Lies
- Wagons East

#### 1995
- Ace Ventura: When Nature Calls
- Bad Boys
- Black Sheep
- Billy Madison
- The Brady Bunch Movie
- A Bucket of Blood
- Bushwhacked
- Canadian Bacon
- Clueless
- Dracula: Dead and Loving It
- Dream a Little Dream 2
- Empire Records
- Father of the Bride Part II
- Four Rooms
- French Kiss
- Friday
- Get Shorty
- Grumpier Old Men
- Heavyweights
- Houseguest
- Jeffrey
- Jerky Boys: The Movie
- Jury Duty
- A Kid in King Arthur's Court
- Life 101
- Mallrats
- Man of the House
- Nine Months
- Operation Dumbo Drop
- Problem Child 3: Junior in Love
- Summer Snow
- Theodore Rex
- Tommy Boy
- Toy Story
- While You Were Sleeping

#### 1996
- 101 Dalmatians
- The Associate
- Beautiful Girls
- Bio-Dome
- The Birdcage
- Black Sheep
- The Cable Guy
- Camping Cosmos
- Celtic Pride
- Curdled
- Don't Be a Menace to South Central While Drinking Your Juice in the Hood
- Faithful
- The First Wives Club
- Flirting with Disaster
- Happy Gilmore
- High School High
- House Arrest
- I'm Not Rappaport
- Jack
- Jerry Maguire
- Jingle All the Way
- Joe's Apartment
- Kingpin
- Larger than Life
- Mars Attacks!
- Matilda
- The Mirror Has Two Faces
- Multiplicity
- Muppet Treasure Island
- My Fellow Americans
- The Nutty Professor
- The Pallbearer
- Puddle Cruiser
- Snowboard Academy
- Space Jam
- Spy Hard
- SubUrbia
- That Thing You Do!
- A Thin Line Between Love and Hate
- Tin Cup

#### 1997
- As Good as It Gets
- Austin Powers: International Man of Mystery
- B*A*P*S
- Beverly Hills Ninja
- Bongwater
- Booty Call
- Breast Men
- Chasing Amy
- Fathers' Day
- Fierce Creatures
- Flubber
- For Richer or Poorer
- George of the Jungle
- Gone Fishin'
- Good Burger
- Grosse Pointe Blank
- Home Alone 3
- Honey, We Shrunk Ourselves
- How to Be a Player
- In & Out
- Jungle 2 Jungle
- Liar Liar
- The Man Who Knew Too Little
- The MatchMaker
- McHale's Navy
- Men in Black
- MouseHunt
- Mr. Magoo
- My Best Friend's Wedding
- Nothing to Lose
- Orgazmo
- Out to Sea
- The Pest
- The Real Blonde
- RocketMan
- Romy and Michele's High School Reunion
- Six Ways To Sunday
- Sprung
- Trial and Error
- Under Wraps
- Vegas Vacation
- Wag the Dog

#### 1998
- A Bug's Life
- A Night at the Roxbury
- Almost Heroes
- Antz
- Barney's Great Adventure
- BASEketball
- The Big Lebowski
- Bulworth
- Celebrity
- Dead Man on Campus
- Dirty Work
- Dr. Dolittle
- Ernest in the Army
- Free Enterprise
- Hairshirt
- The Hairy Bird
- Half Baked
- High Freakquency
- Holy Man
- How to Make the Cruelest Month
- The Impostors
- Major League: Back to the Minors
- The Odd Couple II
- Overnight Delivery
- Pecker
- Rush Hour
- Rushmore
- Safe Men
- Six Days Seven Nights
- Stepmom
- Taxi
- There's Something About Mary
- Very Bad Things
- The Waterboy
- The Wedding Singer
- The Wonderful Ice Cream Suit
- Wrongfully Accused
- You've Got Mail

#### 1999
- Adolescentul atomic (Blast from the Past)
- American Pie
- Analyze This
- Austin Powers: The Spy Who Shagged Me
- Bowfinger
- But I'm a Cheerleader
- Can of Worms
- Chutney Popcorn
- Coming Soon
- Deuce Bigalow: Male Gigolo
- Detroit Rock City
- Dick
- Dogma
- Edtv
- Election
- Galaxy Quest
- Go
- Happy, Texas
- K-911
- Life
- Love Stinks
- Man of the Century
- Man on the Moon
- Muppets from Space
- Mystery Men
- Mystery, Alaska
- Office Space
- The Out-of-Towners
- Runaway Bride
- A Saintly Switch
- The Sex Monster
- She's All That
- South Park: Bigger, Longer & Uncut
- Stuart Little
- Superstar
- Teaching Mrs. Tingle
- Toy Story 2

## Filme britanice
- Bean (1997)
- Beautiful People (1999)
- Brassed Off (1996)
- Bring Me the Head of Mavis Davis (1997)
- The Commitments (1991)
- East is East (1999)
- The Englishman Who Went Up a Hill But Came Down a Mountain (1995)
- Four Weddings and a Funeral (1994)
- The Full Monty (1997)
- Funny Bones (1995)
- Life Is Sweet (1990)
- Gregory's Two Girls (1999)
- Guest House Paradiso (1999)
- Hear My Song (1991)
- Hour of the Pig (1993)
- An Ideal Husband (1999)
- Jack and Sarah (1995)
- Keep the Aspidistra Flying (1997)
- Leon the Pig Farmer (1992)
- A Life Less Ordinary (1997)
- Little Voice (1998)
- Lock, Stock and Two Smoking Barrels (1998)
- Mad Cows (1999)
- The Madness of King George (1995)
- Much Ado About Nothing (1993)
- Notting Hill (1999)
- Nuns on the Run (1990)
- Peter's Friends (1992)
- Plunkett and MacLeane (1999)
- Princess Caraboo (1994)
- Rebecca's Daughters (1992)
- Shakespeare in Love (1998)
- Shooting Fish (1997)
- Sliding Doors (1998)
- Still Crazy (1998)
- Truly, Madly, Deeply (1991)
- Waking Ned (1998)

## Comedie-horror
1990
- Arachnophobia
- Bride of Re-Animator
- Ghoul School
- Gremlins 2: The New Batch
- Tremors
- Frankenhooker

1991
- Bride of Killer Nerd
- Cabinet of Dr. Ramirez
- Killer Nerd
- Nudist Colony of the Dead

1992
- Army of Darkness
- Buffy the Vampire Slayer
- Braindead (AKA Dead Alive)
- Death Becomes Her

1993
- Return of the Living Dead 3
- My Boyfriend's Back (film)
- Love Bites (1993)

1994
- Cemetery Man

1995
- Blood and Donuts
- The Day of the Beast
- Dracula: Dead and Loving It
- Tremors 2: Aftershocks
- Vampire in Brooklyn

1996
- Camping Cosmos
- Cannibal! The Musical
- The Frighteners
- From Dusk Till Dawn

1997
- Dance with the Devil
- Evil Ed
- Killer Condom
- Uncle Sam

1998
- Bride of Chucky
- Legion of Fire: Killer Ants!

1999
- Idle Hands

## Parodie
- Austin Powers: International Man of Mystery (1997)
- Austin Powers: The Spy Who Shagged Me (1999)
- Don't Be a Menace to South Central While Drinking Your Juice in the Hood (1996)
- Dracula: Dead and Loving It (1995)
- Fatal Instinct (1993)
- Galaxy Quest (1999)
- Hot Shots! (1991)
- Hot Shots! Part Deux (1993)
- Jane Austen's Mafia! (1998)
- Loaded Weapon 1 (1993)
- A Man Called Sarge (1990)
- Mars Attacks! (1996)
- Robin Hood: Men in Tights (1993)
- Spy Hard (1996)
- Wrongfully Accused (1998)

## Comedie-dramă
- Air Bud (1997)

- Forrest Gump (1994)
- Friday (1995)
- Fried Green Tomatoes (1991)
- Homeward Bound (1993)
- I Hired a Contract Killer (1993)
- A Man of No Importance
- The Match Factory Girl (1990)
- Matilda (1996)
- Mrs. Doubtfire (1993)
- Muriel's Wedding (1994)
- Postcards from the Edge (1990)
- Reality Bites (1994)
- The Truman Show (1998)
- What's Eating Gilbert Grape (1993)
- White Men Can't Jump (1992)